# Санта-Терезинья (Мату-Гросу)
Санта-Терезинья (порт. Santa Terezinha) — муниципалитет в Бразилии, входит в штат Мату-Гросу. Составная часть мезорегиона Северо-восток штата Мату-Гроссу. Входит в экономико-статистический микрорегион Норти-Арагуая. Население составляет 6759 человек на 2006 год. Занимает площадь 6450,838 км². Плотность населения — 1,0 чел./км².

## Статистика
- Валовой внутренний продукт на 2003 год составляет 29 128 589,00 реалов (данные: Бразильский институт географии и статистики).
- Валовой внутренний продукт на душу населения на 2003 год составляет 4457,32 реалов (данные: Бразильский институт географии и статистики).
- Индекс развития человеческого потенциала на 2000 год составляет 0,665 (данные: Программа развития ООН).